# Branko Hrg
Branko Hrg (Kalnički Potok, 26. rujna 1961.), hrvatski političar. Bivši je predsjednik Hrvatske seljačke stranke (HSS) i bivši gradonačelnik Grada Križevaca.

## Životopis
Branko Hrg rodio se 1961. godine u Kalničkom Potoku. Osnovnu školu završio je u Kalniku, a Srednju školu u Križevcima te Višu pedagošku školu u Zagrebu. Od 1982. do 1992. godine radio je u O.Š. sv. Petar Orehovec. Od 1993. do 1997. godine bavi se i poljoprivredom, bio je direktor privatnog poduzeća i rukovoditelj komercijale u ugostiteljsko-turističkom poduzeću u Križevcima.

## Politička karijera
Branko Hrg je od 1992. godine član Hrvatske seljačke stranke. Nakon 1993. obnaša dužnost tajnika GO HSS Križevci, predsjednika Podžupanijske organizacije HSS Križevci, člana Predsjedništva Županijske organizacije i Predsjedništva HSS-a, a od 1999. godine obnaša dužnost predsjednika GO HSS Križevci.
Za gradonačelnika Križevaca izabran je 2001., nakon prijevremenih izbora za Gradsko vijeće Grada Križevaca. Na redovitim izborima za Gradsko vijeće HSS ponovno osvaja mandat te je ponovno izabran za gradonačelnika. Po treći put izabran je za gradonačelnika Križevaca nakon izbora 2005. godine, gdje HSS osvaja apsolutnu vijećničku većinu, a na neposrednim lokalnim izborima za gradonačelnika u svibnju 2009. godine s 54,79 % glasova birača i po četvrti put postaje gradonačelnikom Grada Križevaca.
Nakon lokalnih izbora 2017. godine izgubio je mjesto gradonačelnika Križevaca kada ga pobjeđuje protukandidat Mario Rajn.
Na lokalnim izborima osvojio je 40,29 % glasova.

### Predsjednik HSS-a
Pobijedio je Damira Bajsa na Izbornoj skupštini u Zagrebu 28. siječnja 2012. godine a izabran je većinom glasova. Naslijedio je Josipa Friščića, a dužnost predsjednika obnašao je od siječnja 2012. godine do 19. ožujka 2016. godine kada ga je naslijedio Krešo Beljak. Stranku je preuzeo u najtežem trenutku, kada je HSS u Hrvatskome saboru imao tek jednoga zastupnika, što je bio uvjerljivo najlošiji rezultat u povijesti stranke.
Iz stranke je izašao nakon što je novoizabrani predsjednik Krešo Beljak, poznat po svojim ljevičarskim uvjerenjima, potpisao koalicijski sportazum sa SDP-om, nasljednikom KPJ-a koji je nakon završetka Drugog svjetskog rata zabranio rad HSS, koji je onda djelovao u iseljeništvu.

### Izbori za Hrvatski sabor 2016.
Na izborima za Hrvatski sabor 11. rujna 2016. godine bio je izabran kao nestranački kandidat na listi Hrvatske demokratske zajednice (HDZ) i Hrvatske socijalno-liberalne stranke (HSLS).

### Hrvatska demokršćanska stranka
U studenome 2016. godine pristupio je Hrvatskoj demokršćanskoj stranci. U 9. sazivu Hrvatskoga sabora obnaša dužnosti člana Odbora za poljoprivredu i Odbora za lokalnu i područnu (regionalnu) samoupravu i predsjednik je Kluba zastupnika Hrvatske demokršćanske stranke (HDS) i Hrvatske socijalno-liberalne stranke (HSLS).